# White Stone
White Stone est une municipalité américaine située dans le comté de Lancaster en Virginie.
Selon le recensement de 2010, White Stone compte 352 habitants. À proximité de la confluence de la Rappahannock et la baie de Chesapeake, la municipalité s'étend sur 0,98 mille carré (2,54 km2).
Fondée en 1715, White Stone (« pierre blanche ») doit probablement son nom à la meule utilisée par un moulin du centre-ville. Elle devient une municipalité en 1953.